# Dichapetalum helferianum
Dichapetalum helferianum är en tvåhjärtbladig växtart som först beskrevs av Wilhelm Sulpiz Kurz, och fick sitt nu gällande namn av Jean Baptiste Louis Pierre. Dichapetalum helferianum ingår i släktet Dichapetalum och familjen Dichapetalaceae. Inga underarter finns listade i Catalogue of Life.